# SNCF X 97050
De X 97050 is een type dieseltrein voor het meterspoor net van de SNCF op het eiland Corsica.